# فاسيلي أليكساندري
فاسيلي أليساندري (باللغة الرومانية: Vasile Alecsandri) (ولد عام 1821 – ومات عام 1890) شاعر وكاتب مسرحي وسياسي ودبلوماسي روماني، اهتم كثيرا بجمع الأغاني الشعبية الرومانية. ويعتبر واحدا من أبرز الأقلام في القرن التاسع عشر الداعين لهوية ثقافية رومانية ووحدة بين مولدوفا وألاشيا.
انتقل إلى باريس عام 1938 حيث شرع في دراسة الكيمياء والطب والقانون، لكنه سرعان ما تخلى عن تلك الدراسة لميله الشديد إلى الأدب. فكتب أولى مقالاته الادبية بالفرنسية عام 1938. ثم عاد إلى الوطن لكنه سرعان ما حل إلى أوروبا الغربية مرة أخرى وزار كذلك إسباينا وإيطاليا وجنوب فرنسا.
وفي عام 1948 أصبح واحدا من قادة الحركة الثورية التي اتخذت مقرها في إياشي. وكتب قصيدة يدعو فيه الشعب الروماني إلى الثورة وكانت تلك القصيدة بعنوان Către Români (أي إلى الشعب الروماني). لكن الثورة فشلت فهرب إلى باريس.
اكتسب شهرة جارفة بجمعه للأغاني الشعبية الرومانية التي أثرت بشكل واضح على تكوين الهوية للشعب الروماني في القرن التاسع عشر.
وفي عام 1881 كتب النشيد الوطني للملكة الرومانية Trăiască Regele الذي ظل نشيدا وطنيا حتى إلغاء النظام الملكي في عام 1947. توفي بعد معاناة من مرض السرطان في عام 1890 في ميرسيشتي.

## روابط خارجية
- فاسيلي أليكساندري على موقع IMDb (الإنجليزية)
- فاسيلي أليكساندري على موقع الموسوعة البريطانية (الإنجليزية)
- فاسيلي أليكساندري على موقع ميوزك برينز (الإنجليزية)
- فاسيلي أليكساندري على موقع ديسكوغز (الإنجليزية)